# Halavar
Halavar (en arménien Հալավար) est une communauté rurale du marz de Lorri en Arménie. Elle compte 167 habitants en 2008.